# Alberto Jara Franzoy
Alberto Jara Franzoy (* 27. Juli 1929 in Santiago de Chile; † 5. September 2019 ebenda) war ein chilenischer Geistlicher und römisch-katholischer Bischof von Chillán.

## Leben
Alberto Jara Franzoy, vierter von sieben Brüdern, besuchte die Deutsche Schule in Santiago und studierte Architektur an der Päpstlichen Katholischen Universität von Chile. Während seines Studiums trat er in das Päpstliche Seminar von Santiago ein, um seiner Priesterberufung nachzugehen. Gleichwohl schloss er sein Architekturstudium ab. An der Päpstlichen Katholischen Universität von Chile schloss er ebenfalls sein Theologiestudium ab. Er empfing am 4. März 1962 von Erzbischof Raúl Silva Henríquez SDB die Priesterweihe für das Erzbistum Santiago de Chile. Nach seelsorgerischer Tätigkeit in der Erzdiözese Santiago wurde er Verantwortlicher für die Schulen und war von 1975 bis 1982 Exekutivsekretär der Abteilung für die Gemeinden und Dienste (COMIN) der Bischofskonferenz von Chile. Zudem hatte er 1980 bis 1982 die Leitung der Diakonenausbildung in Santiago inne. 1981/82 war er Sekretär der Pastoral des Erzbistums von Santiago.
Papst Johannes Paul II. ernannte ihn am 30. April 1982 zum Bischof von Chillán. Der Erzbischof von Santiago de Chile, Raúl Kardinal Silva Henríquez SDB spendete ihm am 6. Juni desselben Jahres die Bischofsweihe; Mitkonsekratoren waren José Manuel Santos Ascarza OCD, Bischof von Valdivia und Carlos González Cruchaga, Bischof von Talca. Sein bischöfliches Motto lautete: "Er ist gekommen, um zu dienen", entnommen aus dem Text von Matthäus 20, 28.
Am 25. März 2006 nahm Papst Benedikt XVI. seinen altersbedingten Rücktritt an.